# Liste der Monuments historiques in Saint-Loup-de-Naud
Die Liste der Monuments historiques in Saint-Loup-de-Naud führt die Monuments historiques in der französischen Gemeinde Saint-Loup-de-Naud auf.

## Liste der Bauwerke
| Bezeichnung                | Beschreibung                                      | Standort | Kennzeichnung | Schutzstatus | Datum | Bild           |
| -------------------------- | ------------------------------------------------- | -------- | ------------- | ------------ | ----- | -------------- |
| Kirche St-Loup             | Erbaut in der zweiten Hälfte des 11. Jahrhunderts | (Lage)   | PA00087270    | Classé       | 1846  | weitere Bilder |
| Garten von Violet Trefusis | Erbaut im 20. Jahrhundert                         | (Lage)   | PA77000030    | Inscrit      | 2016  |                |
| Haute Maison               | Erbaut ab dem 13. Jahrhundert                     | (Lage)   | PA00087271    | Classé       | 1990  | weitere Bilder |

## Liste der Objekte

### Kirche St-Loup
Zum Verständnis siehe: Kirchenausstattung
| Bezeichnung                                          | Beschreibung                             | Standort | Kennzeichnung | Schutzstatus | Datum | Bild           |
| ---------------------------------------------------- | ---------------------------------------- | -------- | ------------- | ------------ | ----- | -------------- |
| Kanzel                                               | Holz, 19. Jahrhundert                    | (Lage)   | PM77004217    | Inscrit      | 1982  |                |
| Grabplatte                                           | Stein, 13. Jahrhundert                   | (Lage)   | PM77002562    | Inscrit      | 1977  |                |
| Skulptur Christus am Kreuz                           | Holz, polychrom gefasst, 15. Jahrhundert | (Lage)   | PM77001573    | Classé       | 1982  |                |
| Taufbecken                                           | Stein, 16./18. Jahrhundert               | (Lage)   | PM77001572    | Classé       | 1981  | weitere Bilder |
| Bas-relief                                           | Stein, 14. Jahrhundert                   | (Lage)   | PM77001575    | Classé       | 1975  |                |
| Skulptur des heiligen Loup                           | Stein, 13. Jahrhundert                   | (Lage)   | PM77001567    | Classé       | 1911  |                |
| Skulptur Madonna mit Kind                            | Stein, 14. Jahrhundert                   | (Lage)   | PM77001568    | Classé       | 1911  |                |
| Ölgemälde Saint Loup pardonnant au roi Clothaire (?) | 1755                                     | (Lage)   | PM77004218    | Inscrit      | 1982  |                |
| Gemälde Madonna mit Kind                             | 16. Jahrhundert                          | (Lage)   | PM77003865    | Inscrit      | 1980  |                |
| Skulptur eines Bischofs                              | Holz, polychrom gefasst, 19. Jahrhundert | (Lage)   | PM77003866    | Inscrit      | 1980  |                |
| Skulptur Der junge Jesus segnend                     | Holz, vergoldet, 17./18. Jahrhundert     | (Lage)   | PM77004868    | Inscrit      | 2005  |                |
| Grabplatte von Jean de Chaumes († 1335)              | Stein, 14. Jahrhundert                   | (Lage)   | PM77001566    | Classé       | 1846  |                |
| Wandmalerei Heiliger Bischof                         | 12. Jahrhundert                          | (Lage)   | PM77001570    | Classé       | 1954  |                |
| Altarstoff                                           | 17. Jahrhundert                          | (Lage)   | PM77002205    | Classé       | 1975  |                |
| Grabplatte für Quiriace Picard                       | Stein, 1546                              | (Lage)   | PM77003973    | Inscrit      | 1981  |                |
| Grabplatte für Philibert Colin                       | Stein, 1546                              | (Lage)   | PM77003977    | Inscrit      | 1981  |                |
| Grabplatte für Pierre Guiard                         | Stein, 16. Jahrhundert                   | (Lage)   | PM77003976    | Inscrit      | 1981  |                |
| Grabplatte für Olivier de Villiers                   | Stein, 1503                              | (Lage)   | PM77003975    | Inscrit      | 1981  |                |
| Chorgestühl                                          | Holz, 18. Jahrhundert                    | (Lage)   | PM77001950    | Classé       | 1906  |                |
| Grabplatte                                           | Stein, 16. Jahrhundert                   | (Lage)   | PM77003974    | Inscrit      | 1981  |                |
| Sakristeischrank                                     | Holz, 18. Jahrhundert                    | (Lage)   | PM77004219    | Inscrit      | 1982  |                |
| Kirchenbank                                          | Holz, 19. Jahrhundert                    | (Lage)   | PM77004220    | Inscrit      | 1982  |                |
| Holzvertäfelung                                      | 15. Jahrhundert                          | (Lage)   | PM77001569    | Classé       | 1911  |                |
| Skulptur Atlante supportant un autel                 | Stein, 13./14. Jahrhundert               | (Lage)   | PM77001574    | Classé       | 1975  |                |
| Gemälde Johannes der Täufer tauft Jesus (gestohlen)  | 18. Jahrhundert                          | (Lage)   | PM77001571    | Classé       | 1981  |                |